# Barbut verd de Java
El
barbut verd de Java (Psilopogon javensis) és una espècie d'ocell de la família dels megalèmids (Megalaimidae) que habita els boscos de les terres baixes i turons de Java.